# 行政調査部
行政調査部（ぎょうせいちょうさぶ）は、廃止された日本の行政機関。

## 概要
行政調査部は、1946年（昭和21年）10月28日に、行政調査部臨時設置制（昭和21年勅令第490号）に基づいて内閣に設置された。1948年（昭和23年）7月1日には行政管理庁設置法 （昭和23年法律第77号）に基づいて廃止され、その業務は同日に設置された行政管理庁に引き継がれた。
行政調査部は、「行政機構及び公務員制度並びに行政運営の改革に関する調査、研究及び立案に関する事務を掌る。」（行政調査部臨時設置制1条）とされた。行政機構・公務員制度並びにその運営の根本的改革に関する調査研究及び立案をなすことを目的とした。1947年（昭和22年）1月23日には、その第1回運営状況の報告が行われ、同報告には対日合衆国人事行政顧問団の来訪に備えて提出された1946年（昭和21年）9月30日現在の行政機構図も添付された。
行政調査部総裁は国務大臣をもって充てることとされ、初代の行政調査部総裁には、第1次吉田内閣の国務大臣・斎藤隆夫が就任した。

## 職員・部局
職員等
- 総裁（国務大臣）
- 主幹（法制局長官）
- 部員（学識経験者、官公吏）
- 主事 （官吏）
- 顧問

部局
- 総務部
- 機構部
- 公務員部
- 運営部